# Joaquim Bofill Ferré
Joaquim Bofill Ferré (Barcelona, 1920) fou esquiador, excursionista i directiu esportiu català.
Practicà el rugbi i assolí diversos títols de campió de Catalunya i subcampió d'Espanya. El 1932 s'inicià en la pràctica de l'esquí a la Vall de Núria i participà en diverses competicions d'alt nivell. El 1947 esdevingué membre de la Federació Catalana d'Esquí precedent de la Federació Catalana d'Esports d'Hivern, de la qual fou vicepresident i president del 1965 al 1977. Durant la seva presidència es va incidir en la promoció de l'esquí des de la base i es van organitzar molts cursets infantils en col·laboració amb els clubs. Després de dimitir l'any 1977 va seguir vinculat amb l'esquí de base a la Federació Espanyola i va ser un dels impulsors del Subcomitè de Màsters de la Federació Internacional, el qual va presidir durant molts anys al marge de seguir competint ell mateix com a esquiador veterà. Fou soci de diverses entitats esportives, entre les quals destaca el Centre Excursionista de Catalunya, el Reial Club de Polo de Barcelona i fundador del Club Nàutic de l'Estartit. Rebé la medalla Forjadors de la Història Esportiva de Catalunya el 1993.